# یولیا سیمیچ
یولیا زیمتس (به کرواتی: Julija Šimić؛ زادهٔ۱۴ مه ۱۹۸۹ میلادی) یک بازیکن زن حرفه‌ای فوتبال اهل کشور آلمان است. او در تیم‌های ملی جوانان و نوجوانان زنان آلمان نیز بازی کرده‌است.

## پیشینه
وی در ۱۴ مه ۱۹۸۹ و در شهر فورت آلمان متولد شد.او از تبار کروات و آلمانی است. یولیا زیمتس قراردادی با وولفسبورگ که قهرمان بوندسلیگا است به امضا رساند که از اول ژانویه ۲۰۱۵ آغاز شده‌است و در سال ۲۰۱۷ پایان می‌پذیرد.او برای اولین بار پس از مصدومیت جنیفر ماروشسان برای انتخابی مسابقات فوتبال زنان اروپا ۲۰۱۳ و بازی مقابل سوییس به تیم ملی دعوت شد. او پس از این بازی دچار مصدومیت شد و بیشتر فصل ۱۲–۲۰۱۱ را قادر به انجام بازی نبود. یولیا زیمتس همچنین به همراه دیگر بازیکنان تیم ملی فوتبال زنان آلمان در مقابل دوربین جرمن پلی‌بوی قرار گرفت.